# Astragalus mareoticus
Astragalus mareoticus är en ärtväxtart som beskrevs av Alire Raffeneau Delile. Astragalus mareoticus ingår i släktet vedlar, och familjen ärtväxter. Inga underarter finns listade i Catalogue of Life.